# 링수이 리족 자치현

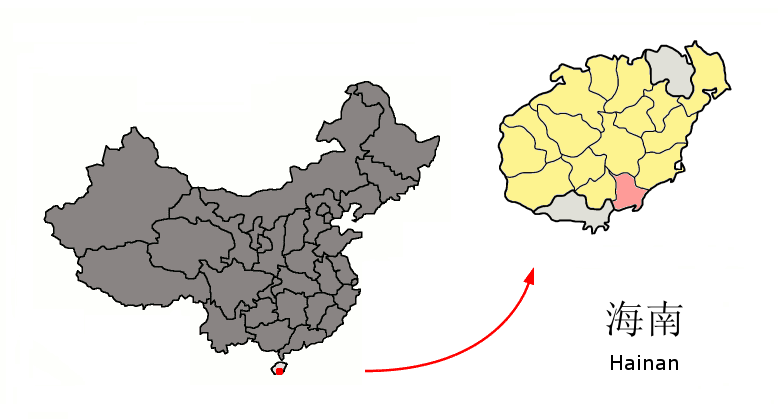
링수이 리족 자치현의 위치

링수이 리족 자치현(능수려족자치현, 중국어: 陵水黎族自治县, 병음: Língshuǐ Lízú Zìzhìxiàn)은 중화인민공화국 하이난성의 현급 행정구역이다. 넓이는 1128km2이고, 인구는 2007년 기준으로 350,000명이다.

## 기후
연평균 기온은 24.7℃이고 연평균 강수량은 1500~2500mm이다.

## 행정 구역
9개 진(镇), 2개 향(乡)을 관할한다.
- 진: 예린 진, 광포 진, 싼차이 진, 잉저우 진, 룽광 진, 원뤄 진, 번하오 진, 신춘 진, 리안 진
- 향: 티멍 향, 췬잉 향